# Wielki pensjonariusz Zelandii

flaga Republiki Zjednoczonych Prowincji

Wielki pensjonariusz Zelandii (niderl. Raadpensionaris van Zeeland) – jeden z najważniejszych urzędników w Republice Zjednoczonych Prowincji. Zarządzał prowincją Zelandia. W ramach republiki większe znaczenie miał jednak zarządzający bogatszą prowincją wielki pensjonariusz Holandii.

## Wielcy pensjonariusze prowincji Zelandii

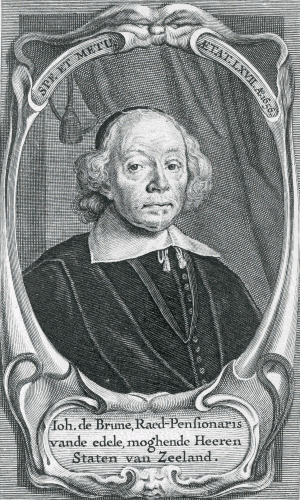
Johan de Brune
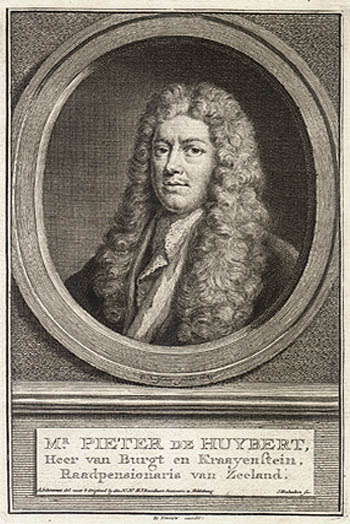
Pieter de Huybert
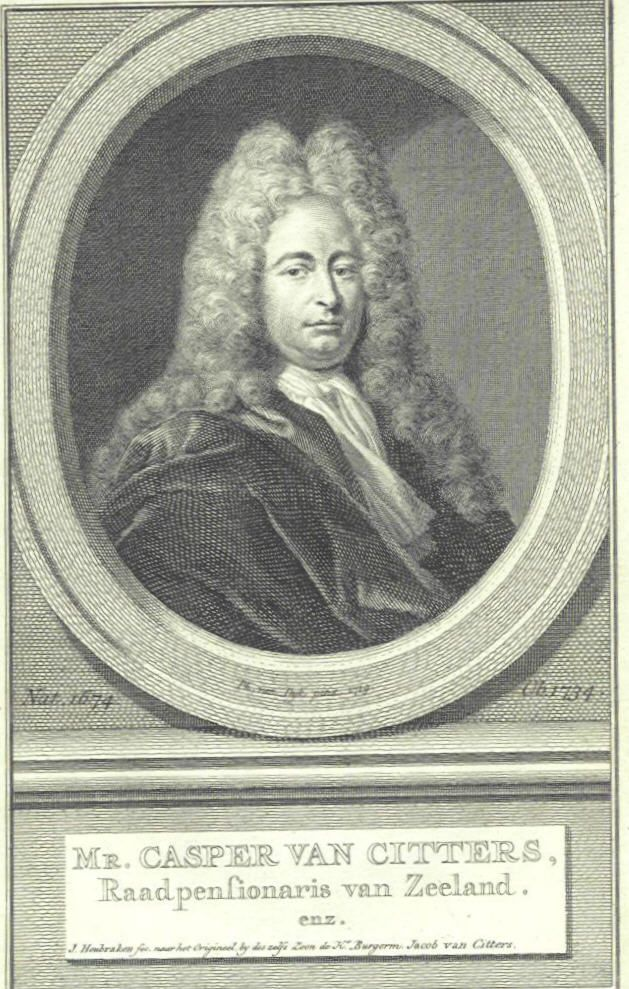
Caspar van Citters
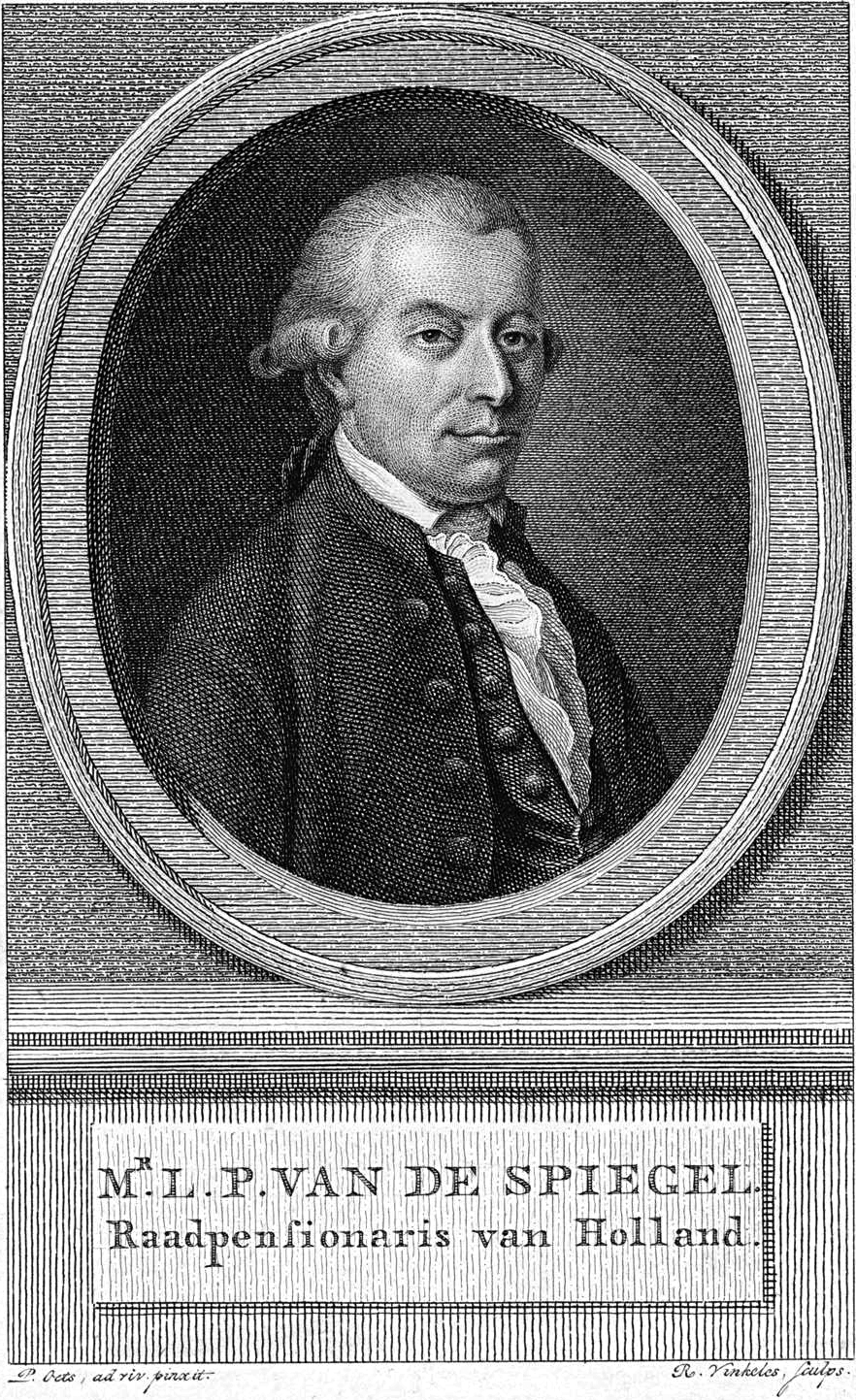
Laurens Pieter van de Spiegel

- Christoffel Roels 1578-1597
- Johan van de Warck 1599-1614
- Bonifacius de Jonge 1615-1625
- Johan Boreel 1625-1629
- Boudewijn de Witte 1630-1641
- Cornelis Adriaanszoon Stavenisse 	1641-1649
- Johan de Brune 1649-1658
- Adriaan Veth 1658-1663
- Pieter de Huybert 1664-1687
- Jacob Verheije 1687-1718
- Caspar van Citters 1718-1734
- Dignus Keetlaer 1734-1750
- Johan Pieter Recxstoot 1751-1756
- Jacob du Bon 1757-1760
- Willem II van Citters 1760-1766
- Adriaan Steengracht 1766-1770
- Johan Marinus Chalmers 1770-1785
- Laurens Pieter van de Spiegel 1785-1787
- Willem Aernout van Citters 1788-1795